# Potentilla arguta
Potentilla arguta es una especie de planta perenne de la familia de las rosáceas, nativa de Norteamérica. Se cree que es una planta proto-carnívora ya que posee enzimas para absorber proteínas.

## Taxonomía
Potentilla arguta fue descrita por Frederick Traugott Pursh y publicado en Flora Americae Septentrionalis; or, . . . 2: 736. 1814[1813].
Etimología
Potentílla: nombre genérico que deriva del latín postclásico potentilla, -ae de potens, -entis, potente, poderoso, que tiene poder; latín -illa, -illae, sufijo de diminutivo–. Alude a las poderosas presuntas propiedades tónicas y astringentes de esta planta. 
arguta: epíteto latíno que significa "marcadamente dentada".
Variedades aceptadas
- Potentilla arguta subsp. convallaria (Rydb.) D.D.Keck

Sinonimia
- Drymocallis agrimonioides (Pursh) Rydb.
- Drymocallis arguta (Pursh) Rydb.
- Geum agrimonioides C.A.Mey.
- Geum agrimonioides Pursh
- Geum agrimonoides Pursh
- Potentilla arguta subsp. arguta
- Potentilla arguta var. arguta[3]